# Цыбульский, Александр Витальевич
Алекса́ндр Вита́льевич Цыбу́льский (род. 15 июля 1979, Москва) — российский государственный и политический деятель. Губернатор Архангельской области с 8 октября 2020 (врио 2 апреля — 8 октября 2020).
Губернатор Ненецкого автономного округа с 1 октября 2018 по 2 апреля 2020 (и. о. 28 сентября 2017 — 1 октября 2018). Член генерального совета партии «Единая Россия». Действительный государственный советник Российской Федерации 2-го класса.

## Биография
Родился в Москве 15 июля 1979 года, в семье военных. Фамилией Цыбульский обязан прапрадеду — обрусевшему смоленскому шляхтичу.

### Образование
В 2001 году окончил Военный университет Министерства обороны Российской Федерации. В 2006 году окончил Московский институт международного бизнеса при ВАВТ Минэкономразвития Российской Федерации.
В 2014 году проходил обучение в Российской академии народного хозяйства и государственной службы при президенте РФ (РАНХиГС) по программе «Мастер делового администрирования».

### Служба в Вооружённых силах
С 1996 по 2005 год проходил службу в Вооружённых силах Российской Федерации.

### Министерская работа

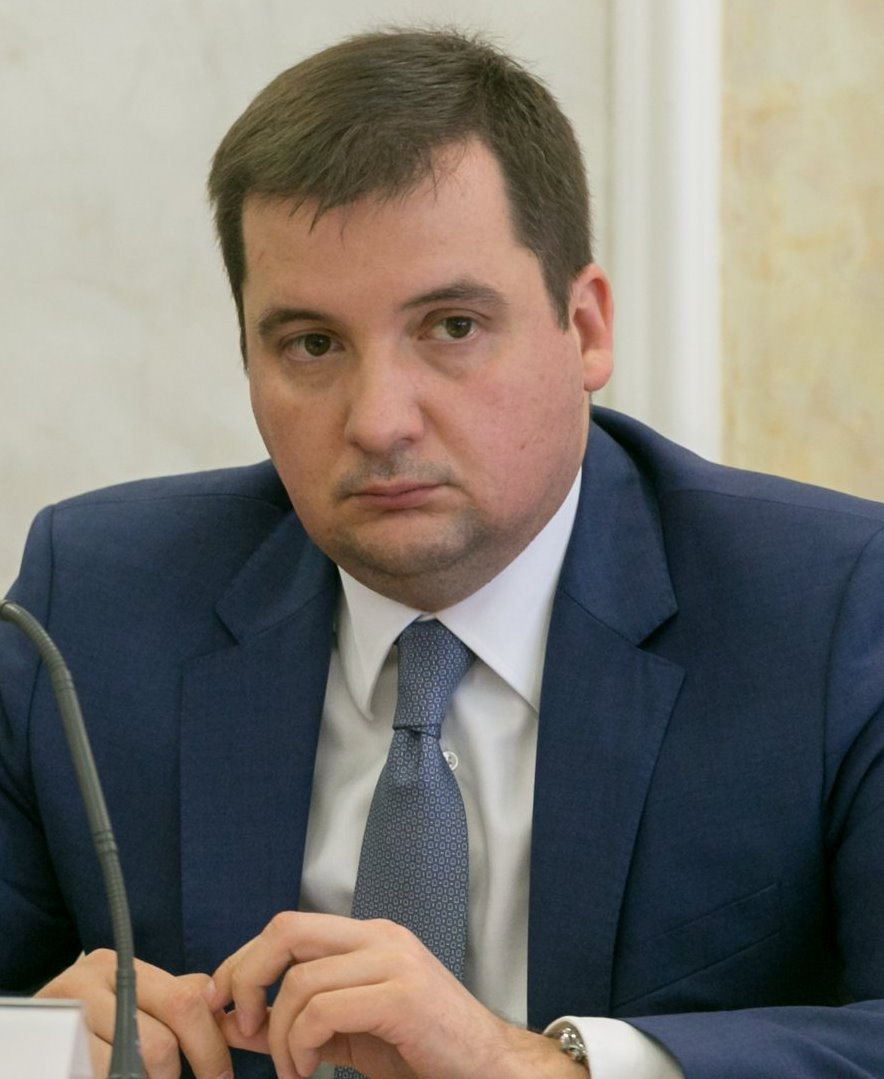
Александр Цыбульский на заседании Совета по Арктике при Совете Федерации, 2016 год

С 2006 года работал на различных должностях в департаменте внешнеэкономических отношений Минэкономразвития России, сперва при Германе Грефе, а после и при Эльвире Набиуллиной.
С февраля по август 2008 года работал в департаменте международного сотрудничества Аппарата Правительства Российской Федерации.
С августа 2008 года был помощником министра регионального развития РФ Виктора Басаргина.
В 2010—2011 годы был заместителем директора, а в 2011—2013 — директором департамента международных связей и развития приграничного сотрудничества Министерства регионального развития.
С января по март 2013 года — директор департамента координации государственных отраслевых программ Минрегиона.
В марте 2013 года перешёл на работу в Министерство экономического развития Российской Федерации, на должность помощника главы ведомства Андрея Белоусова. В июне стал помощником нового министра Алексея Улюкаева, а с сентября по декабрь — директор департамента обеспечения деятельности главы Минэкономразвития РФ.
В 2013—2014 годах работал директором департамента взаимодействия с органами Таможенного союза и экономического сотрудничества со странами СНГ Минэкономразвития РФ.
19 ноября 2014 года распоряжением Правительства Российской Федерации № 2319-р Александр Цыбульский был назначен заместителем Министра экономического развития Российской Федерации.

### Во главе Ненецкого автономного округа

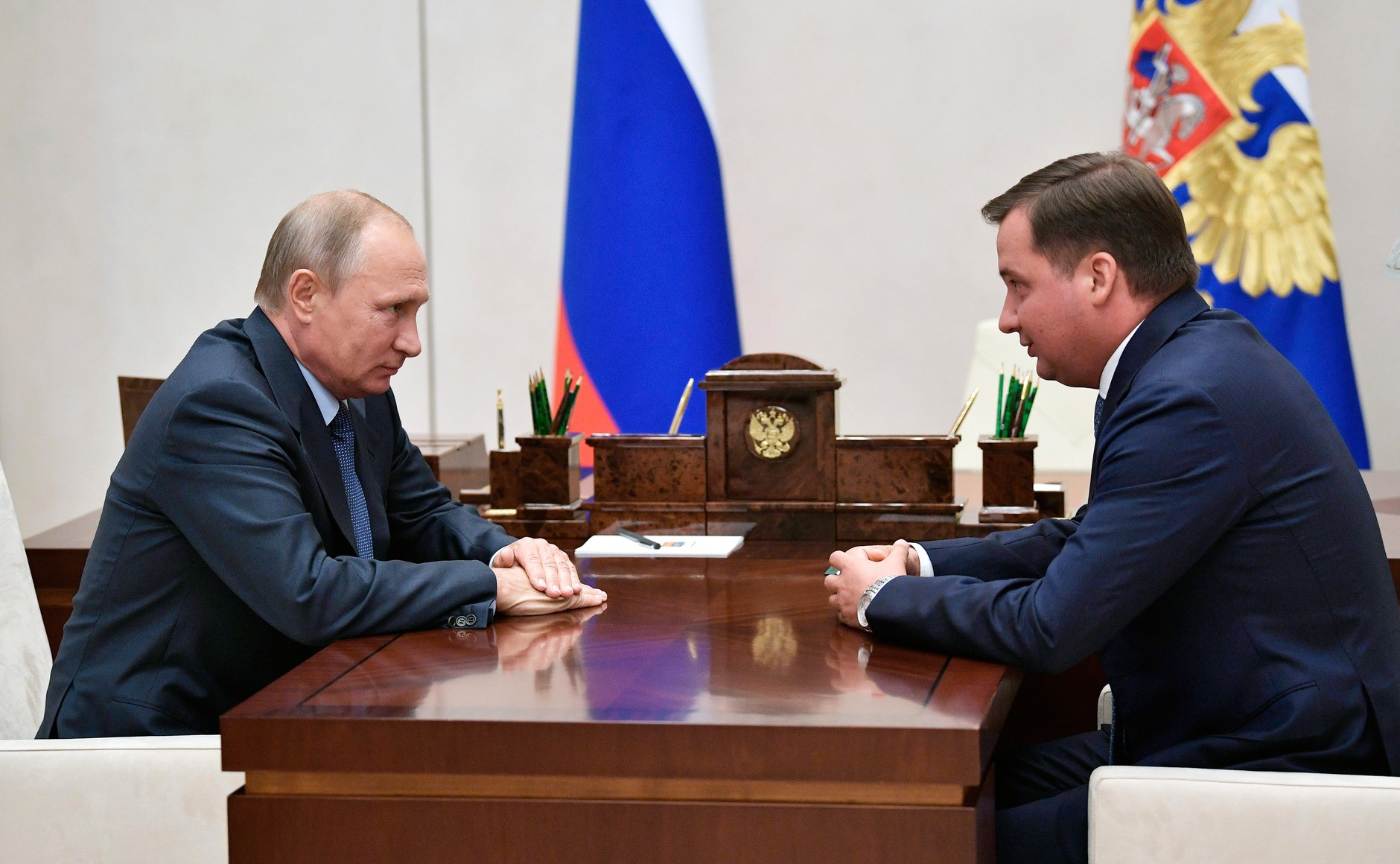
Цыбульский на встрече с президентом России Владимиром Путиным, 28 сентября 2017 года

28 сентября 2017 года назначен временно исполняющим обязанности губернатора Ненецкого автономного округа вместо Игоря Кошина.
Почти сразу после назначения временно исполняющим обязанности губернатора НАО Цыбульский дал интервью телеканалу «Россия 24» в котором опроверг слухи об объединении Ненецкого автономного округа и Архангельской области, а также отметил, что этот вопрос в Ненецком автономном округе очень волнует всех жителей.
В декабре 2017 года Александр Цыбульский обозначил как приоритет создание «опорной зоны» в НАО — проекта, идеологом которого он был в Минэкономразвития. Основными точками при создании Ненецкой опорной зоны в Арктике были названы строительство морского порта в Индиге, развитие транспортной инфраструктуры Нарьян-Мара и возрождение поселка Амдерма как базы авиации.
Тогда же в декабре 2017 года в интервью руководителю «Клуба Регионов» Александр Цыбульский выразил сомнение в необходимости обсуждаемого слияния Ненецкого автономного округа с Архангельской области, так как НАО благодаря природному расположению обладает большим потенциалом и одновременно экономически слабо связан с областью. Врио отмечал, что порт Индига может стать альтернативой Белкомуру и самым коротким выходом на Северный морской путь с ресурсных баз Западной Сибири, Урала и Казахстана.
1 октября 2018 года на заседании Собрания депутатов Ненецкого автономного округа по предложению президента РФ избран губернатором Ненецкого автономного округа.
Социологический опрос, проведённый весной 2019 года выявил, что НАО входит в тройку регионов с самым низким запросом населения на смену губернатора. Александр Цыбульский по уровню удовлетворённости населения его работой оказался на третьем месте с показателем 56 % после Сергея Собянина (Москва) (59 %) и Алексея Дюмина (Тульская область) (57 %).
В сентябре 2019 года Александр Цыбульский дал старт реализации долгосрочного проекта развития региона «НАО — 100». Его реализация рассчитана на 10 лет и подразумевает реализацию 100 проектов, которые станут «дорожной картой» к принятой 19 сентября Стратегии социально-экономического развития НАО до 2030 года.
В апреле 2020 года газета «Коммерсантъ», подводя итоги 2,5-летнего управления Александра Цыбульского, отмечала, что за этот период средняя зарплата в НАО выросла на 17 % (с 74,2 тыс. руб. до 86,8 тыс. руб), средняя пенсия за тот же период выросла на 10,6 % (с 22,1 тыс. руб. до 24,4 тыс. руб.). Валовой региональный продукт НАО увеличился в 1,4 раза — с 276,5 млрд руб. в 2017 году до 390,6 млрд в 2019 году. При этом сам Цыбульский в феврале 2020 года в интервью утверждал, что Ненецкий АО «богат только на бумаге». При налогооблагаемой базе НАО в 130 миллиардов рублей, только 16 % доходов остаются в окружном бюджете (100 млрд ушли в федеральный бюджет, 8 млрд — в Архангельскую область). Также округ испытывает дефицит квалифицированных кадров.
С 2 августа 2019 по 27 января 2020 — член президиума Государственного совета Российской Федерации.

### Во главе Архангельской области
2 апреля 2020 года подал в отставку с должности губернатора Ненецкого автономного округа по собственному желанию. В тот же день указом Президента России Владимира Путина назначен временно исполняющим обязанности Губернатора Архангельской области. По сведениям издания «Коммерсантъ», время для объявления об отставке Игоря Орлова было подобрано таким образом, чтобы его преемник Цыбульский получил назначение максимально близко к выборам губернатора Архангельской области и не успел накопить собственный антирейтинг.
13 мая 2020 года врио НАО и Архангельской области подписали меморандум «О намерении образования нового субъекта РФ путем объединения Архангельской области и Ненецкого автономного округа». Заявлялось, что объединение региона-«матрёшки» (НАО как независимый субъект федерации одновременно входит в состав Архангельской области) позволит снизить административные расходы, подстраховать НАО от падения нефтегазовых доходов и равномернее распределить бюджетные расходы (в Архангельской области проживают свыше 1,1 миллиона человек, в НАО — 44 тысячи). На фоне недовольства жителей НАО в конце мая была анонсирована разработка совместной программы экономического развития регионов при содействии Минэкономразвития.
18 мая 2020 года Александр Цыбульский заявил, что намерен представлять «Единую Россию» на выборах главы Архангельской области, назначенных на единый день голосования 13 сентября 2020 года. 13 июня партия выдвинула Цыбульского своим кандидатом. Как отметил сам Цыбульский, приоритеты его предвыборной программы — это «снижение оттока населения из региона, раскрытие транспортно-логистического потенциала области и развитие российской Арктики».
10 июня на совещании в Правительстве о проекте программы развития Северного (Арктического) федерального университета (САФУ) на 2021—2035 вице-премьер Юрий Трутнев поручил врио губернатора Александру Цыбульскому подготовить план развития комфортной городской среды Архангельска. Ранее, в январе 2019 года главы Архангельской области и НАО объявили о создании в рамках нацпроекта «Наука» на базе САФУ научно-образовательного центра (НОЦ) мирового уровня в интересах развития промышленности и экономики российской Арктики.

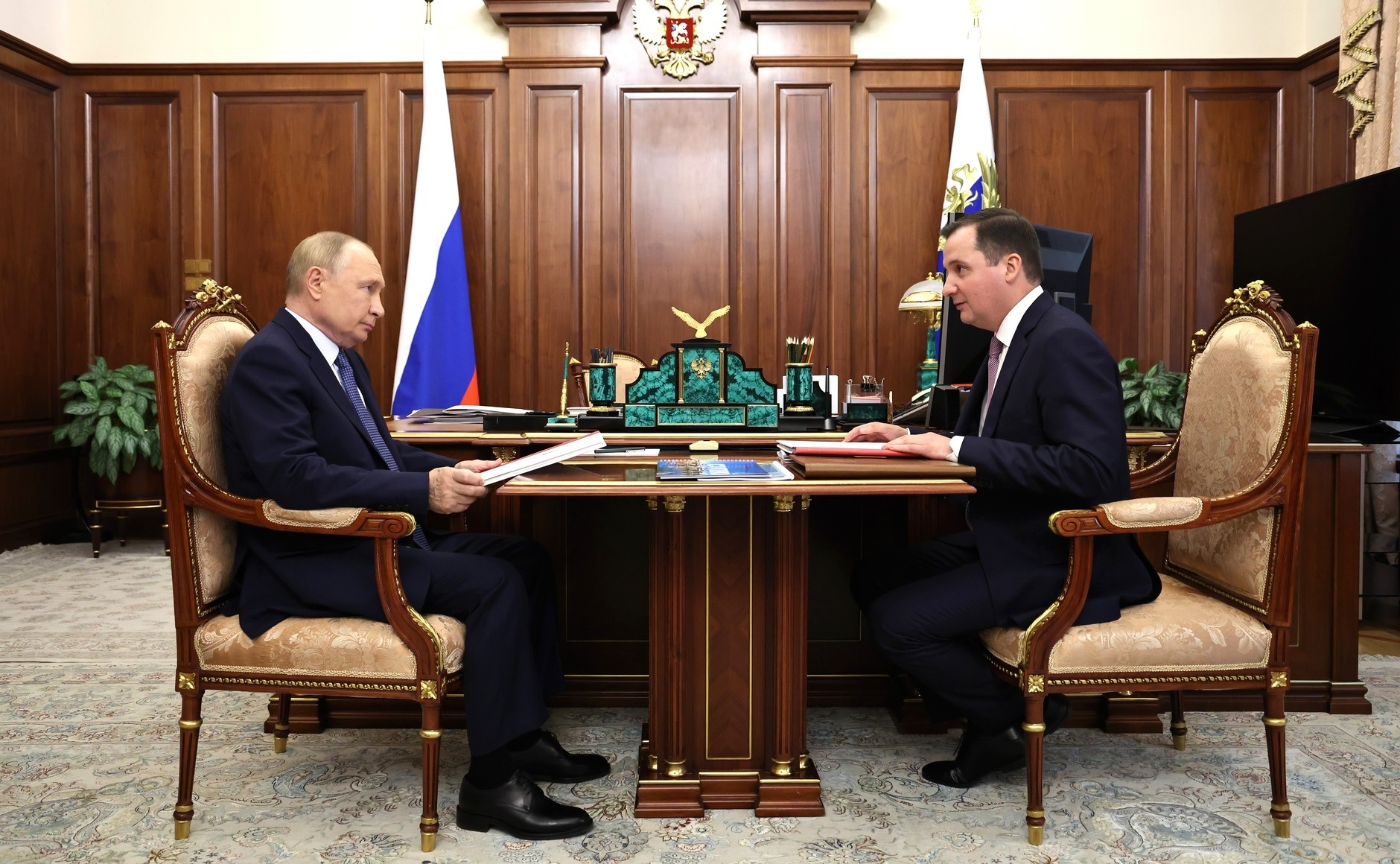
Александр Цыбульский на рабочей встрече с президентом России Владимиром Путиным, 26 ноября 2024 года

15 июля 2020 года Александр Цыбульский сообщил, что Минвостокразвития подготовило законопроект, который расширит программу «дальневосточный гектар» на арктические регионы России, в том числе на Архангельскую область, что поможет северянам решить проблему с жильём.
22 июля Александр Цыбульский подтвердил, что считает объединение регионов принципиально верным решением. По его словам, «отдельно эти территории теряют очень большое количество собственно имеющихся конкурентных преимуществ. Ненецкий округ является монопрофильным, от того сегодня, когда конъюнктура рынка изменилась, он из такого региона-донора в общем-то превращается в регион, в котором не так просто выполнять те социальные обязательства, которые есть». Также он отметил, что Архангельская область за счет объединения могла бы получить выход к Северному морскому пути, который НАО не сможет самостоятельно освоить из-за отсутствия научных специалистов и малочисленности населения.
По данным Центризбиркома на утро 14 сентября, на прошедших выборах губернатора после подсчёта 99,4 % протоколов Александр Цыбульский набрал 69,6 % голосов избирателей.
С 21 декабря 2020 — член президиума Государственного Совета Российской Федерации.

## Классный чин
- Действительный государственный советник Российской Федерации 2-го класса[6].

## Награды
- Благодарность Министерства регионального развития Российской Федерации (2013)[6]
- Медаль ордена «За заслуги перед Отечеством» II степени (2015)[6]
- Медаль «За вклад в создание Евразийского экономического союза» II степени (2015)[6][40]
- Медаль «За укрепление боевого содружества» (Минобороны России, 2021)[41]

## Собственность и доходы
Согласно официальным данным, Цыбульскому принадлежит квартира общей площадью 63,9 м². Доход Цыбульского за 2017 год составил 10,05 млн рублей, за 2018 год составил 3,93 млн рублей, за 2019 год составил 3,73 млн рублей.

## Семья и личная жизнь
Александр Цыбульский женат и воспитывает ребёнка.
Владеет английским, греческим и французским языками. Играет в теннис, увлекается стендовой стрельбой, охотой и рыбалкой.

## Общественная деятельность, участие в советах директоров
Входил в советы директоров АО «Особая экономическая зона „Иннополис“», АО «Особая экономическая зона промышленно-производственного типа „Алабуга“».
В 2015 году возглавил попечительский совет Благотворительного фонда культурных и социально значимых инициатив им. Святого праведного воина Фёдора Ушакова.

## Санкции
30 ноября 2022 года, на фоне вторжения России на Украину, Великобритания внесла Цыбульского в санкционный список за «роль в оказании финансовой поддержки российским марионеточным администрациям в Украине».
24 февраля 2023 года Госдепом США Цыбульский включён в санкционный список лиц причастных к «осуществлению российских операций и агрессии в отношении Украины, а также к незаконному управлению оккупированными украинскими территориями в интересах РФ», в частности за «призыв граждан на войну в Украине».
1 апреля 2023 года внесён в санкционный список Украины как «глава государственного органа, осуществлявший поддержку/поощрение/публичное одобрение политики РФ, направленной на проведение военных действия и геноцид гражданского населения в Украине»
По аналогичным основаниям внесен в санкционные списки Австралии и Новой Зеландии.